# Frida Busch
Frida Busch (auch Frieda; * 13. April 1896 in Olchowoje, ehemals Corwingen/Ostpreußen; † 1976 in Bad Breisig) war eine deutsche Schriftstellerin.

## Leben
Frida Busch wuchs auf Samland in Ostpreußen auf. Ihr Vater hatte spanische Wurzeln und war Landwirt. Sie heiratete jung während des Ersten Weltkriegs einen Landwirt, der später Offizier und Beamter wurde. Sie hatte mit ihm 3 Söhne, die Kriegsdienst leisteten. Im Winter 1944 flüchtete sie vor den Russen über das vereiste Haff, wobei es Fliegerangriffe gab, ihr Manuskript für einen Roman ging dabei verloren. Busch fand vorübergehend Unterkunft in einem einfachen Behelfsheim in Schleswig-Holstein. Danach wohnte sie in Oberwinter/Remagen, zuletzt in Osthofen bei Worms.
Die Romane und Erzählungen von Frida Busch handeln oft in ihrer ostpreußischen Heimat, wo sie die ersten 50 Jahre ihres Lebens verbrachte. Erhöhte Aufmerksamkeit erreichte sie mit ihrem Roman „Der Reichsgottesritter“ über den preußischen Ritter Johann Georg von Auer. Sie erhielt dafür den Angerburger-Rotenburger Literaturpreis. Auch religiöse Schriften finden sich unter ihrem Werk.

## Werke
- Der Reichsgottesritter. Roman. Verlag Leer Gerhard Rautenberg, 1963
- Die Arrendatorin, Ein ostpreußisches Lebensbild. Roman. Verlag Bogen, 1960[3]
- Ostmark in Not, ein Zeitbild von der Verarmung unserer Landwirte, Roman. Lyck Ostpr., 1930

## Nachweise
1. ↑  Luise Kalweit: Frida Busch – Zum 65. Geburtstag am 13. April 1961. Kreis-Angerburg, S. 15–16, abgerufen am 15. September 2023 (Kreisgemeinschaft Angerburg, in der Landsmannschaft Ostpreußen.
Heimatbrief Nr. 40. Herbst 1961).
2. ↑  Busch, Frida – Kulturstiftung. Abgerufen am 14. September 2023 (deutsch).
3. ↑  Irmi Gegner-Sünkler: Klein Steegen zu Zeiten der Familie von Massow. In: Genealogie-Tagebuch. 16. September 2022, abgerufen am 14. September 2023 (deutsch).

| Personendaten    | Personendaten             |
| ---------------- | ------------------------- |
| NAME             | Busch, Frida              |
| KURZBESCHREIBUNG | deutsche Schriftstellerin |
| GEBURTSDATUM     | 13. April 1896            |
| GEBURTSORT       | Olchowoje                 |
| STERBEDATUM      | 1976                      |
| STERBEORT        | Bad Breisig               |